# Камерон, Шерон
Шерон Эмили Камерон (англ. Sharon Emily Cameron) — канадский политик и бывший государственный служащий. Была лидером Либеральной партии Острова Принца Эдуарда с 19 ноября 2022 года по 6 апреля 2023 года.
До работы в правительстве Камерон работала директором средней школы в Шарлоттауне, остров Принца Эдуарда.
В 2010 году Камерон была назначена заместителем министра социальных служб и пожилых людей в правительстве Роберта Гиза, а в 2015 году она была назначена заместителем министра рабочей силы и продвинутого обучения преемником Гиза, Уэйдом Маклахленом. Кроме того, она занимала пост генерального директора Совета по компенсации работников и была советником Маклахлена по социальной политике. 22 сентября 2022 года, после поражения Маклахлена на выборах 2019 года и последующей отставки с поста лидера либералов, она объявила о своей кампании, чтобы заменить его. Будучи единственным кандидатом в гонке к моменту окончания выдвижения кандидатур 2 октября, партия объявила 7 октября, что Камерон будет единогласно избрана лидером на съезде 19 ноября. Ранее Камерон баллотировалась за либеральную номинацию в Корнуолле-Медоубэнке перед дополнительными выборами в округе в 2021 году, проиграв Джейн Макисаак. Камерон возглавила Либеральную партию на всеобщих выборах 3 апреля 2023 года, где они получили самый низкий в истории партии процент голосов (17,2%), но в итоге стали официальной оппозицией, несмотря на сокращение с четырех мест до трех. Камерон, которая заняла третье место в своей гонке в Нью-Хейвен-Роки-Пойнт, объявила 6 апреля о своей отставке с поста лидера партии.